# Andrew Redmayne
Andrew Redmayne (Gosford, Új-Dél-Wales, 1989. január 13. –) ausztrál válogatott labdarúgó, a Sydney kapusa.

## Pályafutása

### Klubcsapatokban
Redmayne az ausztráliai Gosford városában született. Az ifjúsági pályafutását a helyi NSWIS csapatában kezdte, majd az AIS akadémiájánál folytatta.
2007-ben mutatkozott be az AIS felnőtt keretében. 2008-ban az első osztályban szereplő Central Coast Mariners, majd 2010-ben a Brisbane Roar szerződtette. 2012-ben a Melbourne Cityhez írt alá. 2015-ben a Western Sydney Wanderershez igazolt. 2017. január 2-án szerződést kötött a Sydney együttesével. Először 2017. március 26-án, a Perth Glory ellen idegenben 3–0-ás győzelemmel zárult bajnokin lépett pályára.

### A válogatottban
Redmayne az U20-as és az U23-as korosztályú válogatottakban is képviselte Ausztráliát.
2019-ben debütált a felnőtt válogatottban. Először 2019. június 7-én, Dél-Korea ellen 1–0-ra elvesztett barátságos mérkőzésen lépett pályára.

## Statisztikák
2023. augusztus 30. szerint
| Klub                     | Szezon   | Osztály  | Bajnokság | Bajnokság | Kupa  | Kupa | Nemzetközi | Nemzetközi | Összesen | Összesen |
| Klub                     | Szezon   | Osztály  | Meccs     | Gól       | Meccs | Gól  | Meccs      | Gól        | Meccs    | Gól      |
| ------------------------ | -------- | -------- | --------- | --------- | ----- | ---- | ---------- | ---------- | -------- | -------- |
| Melbourne City           | 2012–13  | A-League | 13        | 0         | 0     | 0    | —          | —          | 13       | 0        |
| Melbourne City           | 2013–14  | A-League | 24        | 0         | 0     | 0    | —          | —          | 24       | 0        |
| Melbourne City           | 2014–15  | A-League | 11        | 0         | 0     | 0    | —          | —          | 11       | 0        |
| Melbourne City           | Összesen | Összesen | 48        | 0         | 0     | 0    | 0          | 0          | 48       | 0        |
| Western Sydney Wanderers | 2015–16  | A-League | 23        | 0         | 2     | 0    | —          | —          | 25       | 0        |
| Western Sydney Wanderers | 2016–17  | A-League | 8         | 0         | 2     | 0    | —          | —          | 10       | 0        |
| Western Sydney Wanderers | Összesen | Összesen | 31        | 0         | 4     | 0    | 0          | 0          | 35       | 0        |
| Sydney                   | 2016–17  | A-League | 1         | 0         | 0     | 0    | —          | —          | 1        | 0        |
| Sydney                   | 2017–18  | A-League | 28        | 0         | 4     | 0    | —          | —          | 32       | 0        |
| Sydney                   | 2018–19  | A-League | 29        | 0         | 5     | 0    | 6          | 0          | 40       | 0        |
| Sydney                   | 2019–20  | A-League | 27        | 0         | 1     | 0    | 5          | 0          | 33       | 0        |
| Sydney                   | 2020–21  | A-League | 25        | 0         | 0     | 0    | 2          | 0          | 27       | 0        |
| Sydney                   | 2021–22  | A-League | 17        | 0         | 4     | 0    | —          | —          | 21       | 0        |
| Sydney                   | 2022–23  | A-League | 29        | 0         | 3     | 0    | 6          | 0          | 38       | 0        |
| Sydney                   | 2023–24  | A-League | 0         | 0         | 2     | 0    | —          | —          | 2        | 0        |
| Sydney                   | Összesen | Összesen | 156       | 0         | 19    | 0    | 19         | 0          | 194      | 0        |
| Összesen                 | Összesen | Összesen | 235       | 0         | 23    | 0    | 19         | 0          | 277      | 0        |

### A válogatottban
| Válogatott | Év       | Pályára lépés | Gól |
| ---------- | -------- | ------------- | --- |
| Ausztrália | 2019     | 1             | 0   |
| Ausztrália | 2021     | 1             | 0   |
| Ausztrália | 2022     | 2             | 0   |
| Összesen   | Összesen | 4             | 0   |

## Sikerei, díjai
Brisbane Roar
- A-League
  - Bajnok (2): 2010–11, 2011–12

Sydney
- A-League
  - Bajnok (3): 2016–17, 2018–19, 2019–20

- Ausztrál Kupa
  - Győztes (1): 2017
  - Döntős (1): 2018

Egyéni
- A-League – Az Év Kapusa: 2019–20
- A-League All-Star: 2022